# Isanthrene tryhanei
Isanthrene tryhanei là một loài bướm đêm thuộc phân họ Arctiinae, họ Erebidae.